# Rafael Martin (baseball)
Pour les articles homonymes, voir Rafael Martin.
Rafael Martin Romero (né le 16 mai 1984 à San Fernando, Californie, États-Unis) est un lanceur de relève droitier des Nationals de Washington de la Ligue majeure de baseball.

## Carrière
Le parcours de Rafael Martin vers le baseball majeur est atypique : il ne joue au baseball qu'une année à l'école secondaire, abandonne ses études sans être allé au collège et travaille pendant 4 ans dans le domaine de la construction, devenant éventuellement contremaître sur un chantier près de Riverside, en Californie. En mars 2007, à l'âge de 22 ans, il participe à un essai au Mexique pour les Saraperos de Saltillo, une équipe de la Ligue mexicaine de baseball. L'hiver suivant, le jeune homme qui gagnait un salaire annuel dans les 50 000 dollars US aux États-Unis accepte une offre à 2 200 dollars par mois pour porter les couleurs des Venados de Mazatlán de la Ligue mexicaine du Pacifique.
À son arrivée au Mexique, les lancers de Martin sont chronométrés à seulement 142 km/h. À sa seconde saison, il peut lancer à 148 km/h et à sa troisième année la vitesse de ses tirs se situe entre 148 et 154 km/h. C'est toutefois la vitesse de rotation de ses lancers qui attire l'attention des recruteurs : selon un entraîneur des Chiefs de Syracuse (Ligues mineures de baseball), la balle de baseball tourne à 2 800 tr/min, ce qui est rare, lorsque Martin lance une balle glissante, alors que la moyenne pour un lanceur est d'environ 2 300 tr/min. Avec Mazatlán, l'Américain participe à la Série des Caraïbes 2009.
Rafael Martin signe son premier contrat professionnel à l'âge de 25 ans, le 25 février 2010 avec les Nationals de Washington. Il débute quelques mois plus tard dans les ligues mineures chez les Senators de Harrisburg, le club-école de niveau Double-A de la frranchise.
Âgé de 30 ans, Martin fait ses débuts dans la Ligue majeure de baseball comme lanceur de relève des Nationals le 15 avril 2015 en lançant deux manches sans accorder de point aux Red Sox de Boston à Fenway Park : il affronte 7 frappeurs adverses et en retire 5 de suite sur des prises[réf. souhaitée].